# Reinhard Omir
Reinhard Omir (* 5. November 1938 in Kreuzburg, Oberschlesien) ist ein deutscher Künstler.

## Leben
Reinhard Omir studierte von 1958 bis 1959 Maschinenbau und von 1959 bis 1963 Architektur an der Technischen Hochschule München. Danach war er überwiegend als Maler und Bildhauer tätig. Weiters übte er an der Universität Duisburg von 1977 bis 1982 eine Lehrtätigkeit im Bereich Bildende Kunst aus. Daneben schuf Omir zahlreiche Werke im öffentlichen Raum, meist als Kunst am Bau.
Sein ursprüngliches Ziel war das Studium Industriedesign an der Hochschule für Gestaltung in Ulm. Max Bill riet ihm, dazu erst Maschinenbau bis zum Vordiplom zu studieren.
Nach zwei Semestern gab er das trockene Studium enttäuscht auf und studierte nun in München Architektur. Daneben oder eigentlich hauptsächlich fing er als Autodidakt an zu malen. Die großen Vorbilder waren Paul Klee, Wassily Kandinsky, Piet Mondrian. Während des Architekturstudiums besuchte er häufig befreundete Professoren an der Akademie, Günter Fruhtrunk und Leo Kornbrust. 1962 stellte er, noch als Student, seine Bilder dem damaligen Direktor der Städtischen Galerie im Lenbachhaus, Hans Konrad Röthel, vor, der ihm sofort einen separaten Raum für eine Ausstellung in seinem Museum anbot.
In der Ausstellung begegnete ihm sein Architektur-Professor Franz Hart, der ihn einlud, eines der vier großen Glasfenster für einen Neubau des Instituts für Maschinenwesen an der TH München, heute Technische Universität, zusammen mit Rupprecht Geiger, Fritz Harnest und Walter Raum zu gestalten.
In den Jahren 1966–1975 faszinierte ihn das Thema Bewegung in der Bildenden Kunst: Es entstanden große kinetische Arbeiten (Werner-Heisenberg-Gymnasium Garching, Gesamtschule Schwabmünchen, heute Leonhard-Wagner-Realschule, Deutsche Botschaft Kabul, Afghanistan) und kinetische Objekte, die in den Bayerischen Staatsgemäldesammlungen München, wie auch in privaten Sammlungen (z. B. Graf Metternich, Burg Adelebsen) vertreten sind.

## Arbeiten im öffentlichen Raum

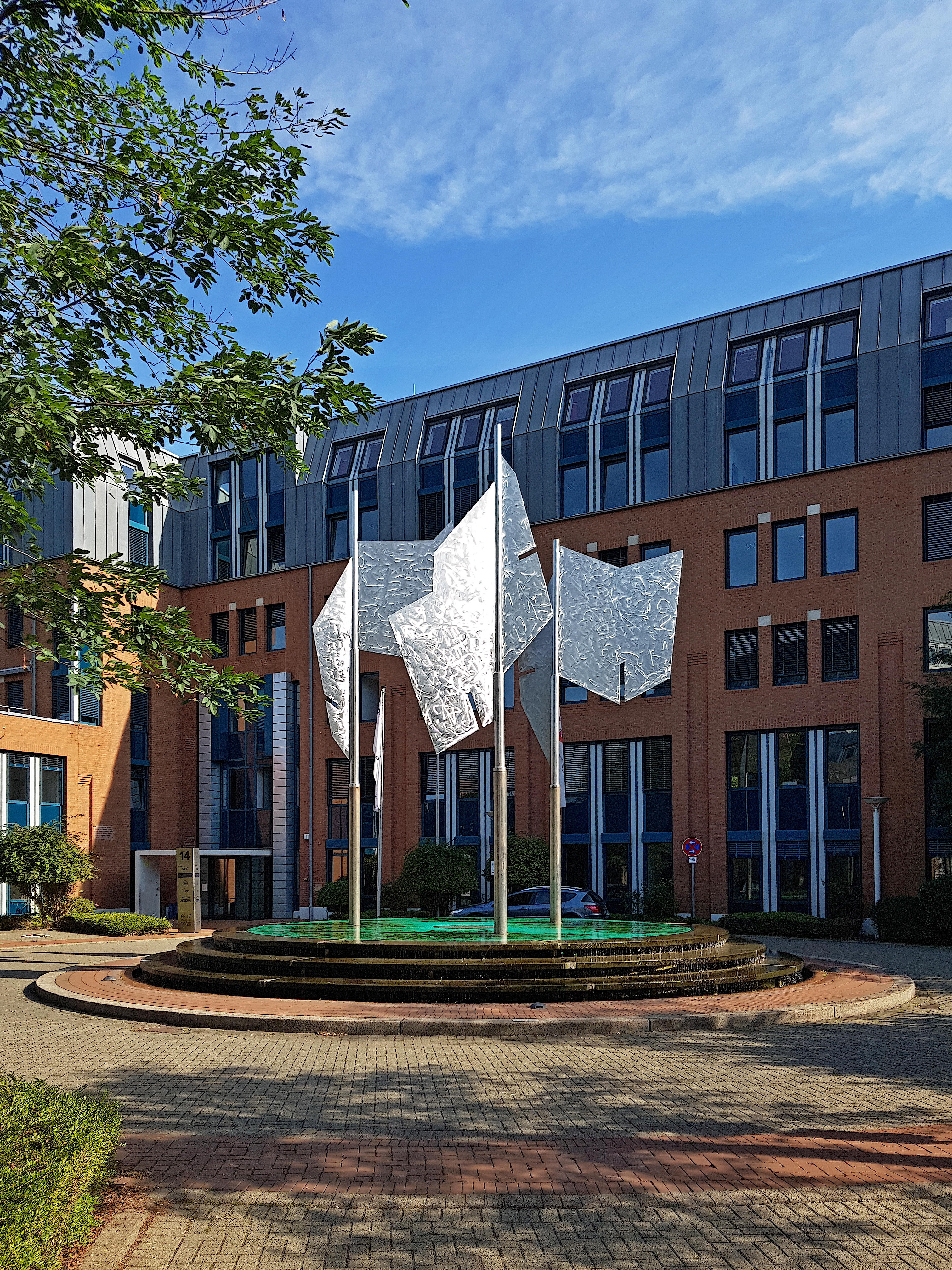
Fahnenwald in Düsseldorf-Lörick

- 1964: Farbverglasungen im Treppenhaus des Instituts für Maschinenwesen der Technischen Universität München, Luisenstraße (zusammen mit Rupprecht Geiger, Fritz Harnest und Walter Raum)[3]
- 1972–1973: Kinetische Säule, kinetische Brunnenskulptur, ehemals im Garten der Deutschen Botschaft in Kabul, Afghanistan, 1979 zerstört[4]
- 1972: Kinetische Plastik in der Eingangshalle, Werner-Heisenberg-Gymnasium München
- 1973: Kinetische Plastik, ehemalige Gesamtschule Schwabmünchen
- 1978: Wandgestaltung im Foyer eines Verwaltungsgebäudes, Den Haag, Niederlande
- 1979: Ohne Titel, 5,50 m hohe Stahlskulptur, Duisburg-Meiderich (Ortsangabe)
- 1979: Wandrelief für die neue Stadthalle, Laufen an der Salzach
- 1985: zwei kinetische Aluminiumobjekte und Bodenbelag in der Eingangshalle zur Zentralbibliothek der Universität Augsburg
- 1985: Fassadengestaltung, Zentrales Postamt, Oberhausen
- 1986: Permutierende Abfolge eines bildnerischen Zeichens, Edelstahl-Wandrelief, Naturwissenschaftliche Fakultät (Biologikum), Universität Erlangen[5]
- 1988:  Skulpturenausstellung Skulptur D-88, vor der Tonhalle, Düsseldorf
- 1989: Skulpturenpark, Institut für Öffentliche Verwaltung, Hilden
- 1990: Fassaden- und Freiraumgestaltung, Hochregallager der Fa. Teekanne, Kevelaerer Straße, Düsseldorf
  - zwölf Betonstelen von unterschiedlicher Höhe (bis 26,30 m)[6]
- 1990: Wandgestaltung, Neues Mensagebäude, Universität Eichstätt
- 1991: Wandgestaltung, Institut für Elektrotechnik, Technische Universität München
- 1993: Fahnenwald, elektrisch betriebenes kinetisches Objekt aus Edelstahl, 9,50 m hoch, Büropark Hansastern, Fritz-Vomfelde-Straße 14–16, Düsseldorf-Lörick[7]
- 1994: Eingangsgestaltung, Operatives und Poliklinisches Zentrum, Universitätsklinikum Bonn
- 1994: Großes Wandbild, Klinik für Anästhesiologie und Operative Intensivmedizin, Universitätsklinikum Bonn
- 1996: Segel mit Schatten, Edelstahlskulptur, Juristische Fakultät, Universität Erlangen[8]
- 1982–2008: Gestaltungsplanungen für das Straßenwesen: Autobahnen, Brücken, Ortsumgehungen

## Einzelausstellungen
- 1971: Galerie Stangl, München
- 1971: Galerie Sabine Vitus, Nürnberg
- 1975: Galerie Szepan, Gelsenkirchen
- 1976: Galerie Leaman, Düsseldorf
- 1976: Studio Berggemeinde, Frankfurt
- 1977: Galerie Nr. 66 – Engelhorn Stiftung, München
- 1978: Galerie an der Neupforte, Aachen
- 1979: Westfälisches Landesmuseum Münster (Studio)
- 1979: Städtische Galerie Schloss Oberhausen (Studio)
- 1980: Galerie Hilger und Schmeer, Duisburg
- 1981: Galerie Januar, Bochum
- 1982: Städtische Galerie Lüdenscheid
- 1982: Arbeiten 1976 bis 1982, Institut für moderne Kunst, in der SchmidtBank-Galerie, Nürnberg[9]
- 1982: Städtische Galerie Regensburg
- 1983: Galerie Milano, Ulm
- 1989: Galerie art&be, München

## Ausstellungsbeteiligungen (Auswahl)
- 1963: Novemberausstellung 1963, Städtische Galerie im Lenbachhaus, München[10]
- 1968: Deutscher Künstlerbund, Nürnberg
- 1969:	Modern Art Museum München
- 1970: 35. Biennale Venedig – Ricerca e Progettazione. Ausgestellt war das Werk: V – 1/70 (Installation aus Polyester und Aluminium mit Elektromotor, 1970).[11]
- 1971: Kunstforum (jetzt Maximiliansforum) München
- 1971: Konstruktive Tendenzen, Hof
- 1972: Galerie Thomas Keller, München
- 1973: Visuelle Ordnungen, Nationalgalerie Berlin
- 1975: Bewegte Bereiche, Kunsthalle Nürnberg
- 1975: Rationale Konzepte, Galerie Szepan, Gelsenkirchen
- 1975: Galerie St. Johann, Saarbrücken
- 1976: ARS VIVA 76, Wilhelm-Lehmbruck-Museum, Duisburg
- 1977: Übernahme der Ausstellung ARS VIVA 76 aus Duisburg, Kunsthalle Nürnberg
- 1977: Pfalzgalerie, Kaiserslautern
- 1977: Kunstpreis der Stadt Gelsenkirchen
- 1977: Deutscher Künstlerbund, Frankfurt
- 1978: Abstrakte Definition des Raums, Nationalgalerie Berlin
- 1978: Kunst im Raum der Architektur, Staatliche Kunsthalle Berlin
- 1981: Märkisches Stipendium, Lüdenscheid
- 1983: Ausstellung der Grafik-Kassette (Hommage à Gustav Stein), Kulturkreis im BDI, Köln

## Preise und Stipendien
- 1975: Arbeitsstipendium des Kulturkreises der deutschen Wirtschaft[12]
- 1977: Kunstpreis der Stadt Gelsenkirchen
- 1983: Stipendium der Aldegrever-Gesellschaft in Münster